# Olgia
Olgia è una frazione del comune di Re, nella provincia del Verbano-Cusio-Ossola, situata a pochi chilometri dal confine svizzero, in Val Vigezzo. Fu comune autonomo fino al 1928.
Il paese si trova al termine di una diramazione della Strada Statale 337 della Val Vigezzo che attraversa le frazioni di Meis e Dissimo.
Un tempo, invece, la strada per le Centovalli passava proprio da Olgia; perciò per secoli il paese ospitò una stazione di guardia che difendeva la valle da incursioni provenienti da oltre confine.

## Storia
Nel 1580 la comunità di Olgia venne separata da Re e la chiesa di S. Maria Elisabetta fu eretta in parrocchiale autonoma. È dedicata all'episodio della Visitazione della Vergine a Elisabetta e fu restaurata nell'800.
La chiesa esisteva certamente già da tempo, probabilmente come piccolo oratorio, che venne in seguito ricostruito in forme più ampie e consacrato nel 1602. Negli anni 1829 e 1836 l'edificio venne completamente restaurato ed ulteriormente ingrandito con l'aggiunta del coro e della sacrestia.
La festa della Visitazione viene celebrata ad Olgia la prima domenica di luglio.
Sulla piazza della chiesa si affaccia la lapide posta a ricordo del passaggio di Giuseppe Mazzini, che, secondo la tradizione popolare, avrebbe sostato a Olgia nel 1834.

## Monumenti e luoghi di interesse

### Chiesa della Visitazione
La grande piazza a terrazzo all'ingresso del paese è dominata dalla chiesa della Visitazione, con facciata porticata scandita dal gioco architettonico di lesene e riquadri. Al culmine del timpano si legge la data 1836, riferita all'ultimo restauro, e, in un tondo, l'incipit del Magnificat, “Magnificat anima mea dominum”, il canto di Maria legato all'episodio della Visitazione cui la chiesa è intitolata. L'alto campanile in pietra a vista si erge presso il lato settentrionale dell'edificio.
La struttura interna della chiesa ha uno schema molto semplice: una sola navata su cui si aprono due piccole cappelle e un'abside molto ampia e ariosa che racchiude l'altare maggiore.
Gli affreschi del presbiterio raffigurano la vita di Elisabetta e Zaccaria: la Visitazione dietro l'altare, sul lato la nascita di Giovanni Battista e sulla volta dell'abside l'angelo che annuncia la nascita del Battista.
Le cappelle laterali sono dedicate alla Madonna del Rosario e alla morte e resurrezione di Gesù.
Nelle volte, tre immagini della Vergine: la Madonna di Loreto, la Vergine con bambino e la Madonna del Sangue.

## Escursionismo

### Traversata Piana di Vigezzo-Olgia
Si tratta di un percorso per escursionisti esperti, che porta dalla Piana di Vigezzo a Olgia.
Dopo aver imboccato il sentiero che dalla Piana porta alla Colma di Craveggia, si giunge, al termine del bosco, ad una diramazione; proseguendo verso sinistra si costeggia l'ampio anfiteatro naturale su cui svettano il monte Trubbio e la Cima del Sassone.
Superata quest'ultima a mezza costa, si sale in cresta, per poi ridiscendere verso le Bocchette di Sant'Antonio.
Da qui si discende nuovamente verso l'Alpe di Olgia e l'Alpe Rovina; superato quest'ultimo, il sentiero entra nel bosco che termina proprio in prossimità di Olgia.

### Vecchio sentiero delle Centovalli
Costeggiando il cimitero, che si trova sul confine orientale del paese, si può imboccare la vecchia mulattiera che anticamente collegava la Val Vigezzo con la Svizzera. Tuttora praticabile, in circa 40 minuti si può giungere fino a poche decine di metri dal confine elvetico presso il Ponte Ribellasca.